# 任天狗狗
《任天狗狗》（又译作），是一款由任天堂开发并發行在該公司的掌上遊戲機任天堂DS上的虛擬寵物遊戲軟體。
遊戲內容主要在模擬真實的養狗狀況，玩家在購買自己想要飼養的狗之後，要進行訓練、餵食、清潔等工作，並可帶狗狗在虛擬地圖上散步，或參加各項競技。該遊戲附有通訊功能，玩家可藉此與其他玩家互動或交換物品。日文版臘腸狗、吉娃娃、柴犬共有三種版本，每種版本又有五種狗可選。中国大陆区为神游DSi内置游戏，不单独发售。
游戏于2005年发售，并在发售后获得商业上的成功。《任天狗狗》是掌上遊戲機史上第一部被日本著名游戏杂志《FAMI通》評為40分滿分的遊戲軟體。任天堂於2011年在任天堂3DS上推出了續作《任天狗狗＋貓貓》。

## 外部連結
- 官方网站（简体中文）
- 官方网站（日語）
- 《任天狗狗》在巴哈姆特的资料页面